# Церковь Похвалы Божией Матери над Похвалинским съездом
Церковь Похвалы Божией Матери над Похвалинским съездом — православный храм XVIII века в историческом районе Започаинье Нижнего Новгорода.

## История

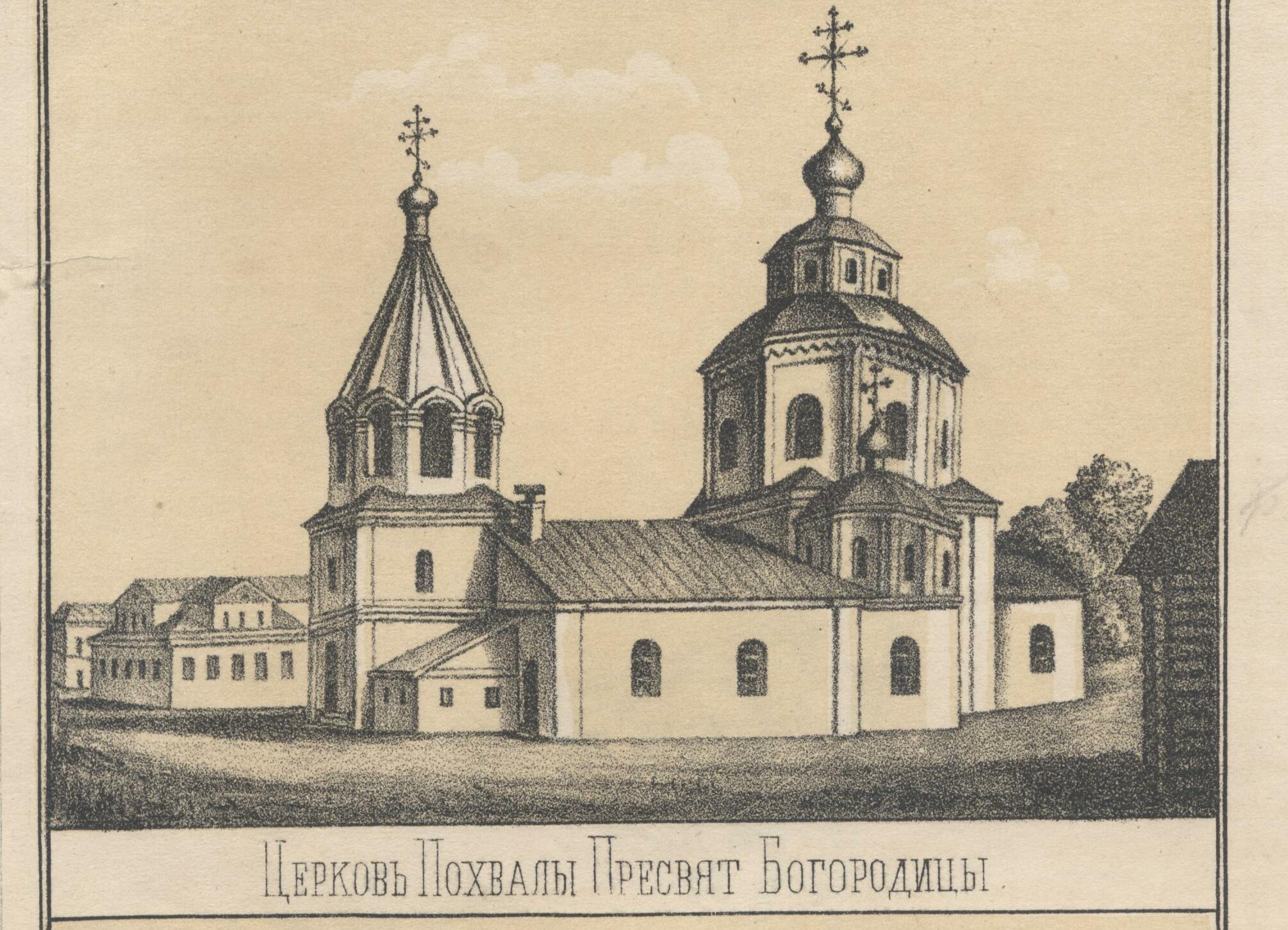
Похвалинская церковь. Иллюстрация из книги Н. И. Храмцовского «Краткий очерк истории и описание Нижнего Новгорода», 1850-е годы

Район Нижнего Новгорода, где была выстроена церковь, стал заселяться в XIV—XV веках. В XVII веке район входил в состав Телячьей слободы, населённой государевыми ямщиками. Точное время появление здесь первой деревянной церкви Похвалы Богородицы точно не установлено. Историк Н. И. Храмцовский и составитель справочника по нижегородским церквям М. Добровольский в XIX веке сообщали, что церковь упоминается в Переписной книге Нижнего Новгорода 1678 года. Современные исследования установили, что в Переписной книге нет таких сведений. Таким образом, деревянная церковь возникла уже после 1678 года, располагалась между двумя оврагами: Студёной или Ступиной Горой (в настоящее время засыпан) и оврагом, по которому в XIX веке был устроен Похвалинский съезд. Деревянная церковь сгорела в большом пожаре 25 июня 1715 года.
Вскоре приход и храм были восстановлены. В 1722—1723 годах в приходе Похвалинской церкви значилось 133 двора, из них 65 были дворы ямщиков. Прошение церковного старосты и прихожан о возведении каменной церкви вместо деревянной и указ церковных властей об этом датируется 1737 годом. Однако, только к 1749 году церковь была выстроена в камне. Причины затягивания строительства неизвестны, но есть сведения, что тёплый придел во имя Александра Невского и Афанасия Афонского был освящён по благословению епископа Димитрия (Сеченова) протоиереем кафедрального Спасо-Преображенского собора Иаковом 23 ноября 1742 года. Строилась церковь на средства губернского секретаря Григория Семёновича Рогожникова и секретаря Пыскорского монастыря Глушкова. Рогожников скончался 27 июня 1747 года и был погребён с северной стороны Похвалинской церкви. Освящена церковь была 2 (либо 4) ноября 1749 года.
Первоначальный облик храма был исполнен в традиции барочной архитектуры: трёхапсидный алтарь, основной объём, трапезная и колокольня располагались по линии восток-запад. Основной объём представлял собой четверик с поставленными на него двумя восьмериками, завершавшиеся луковичной главой на барабане. Придел Александра Невского имел аналогичное завершение. Колокольня завершалась шатром. Нехарактерным для того времени было аскетичное наружное убранство.
В середине XIX века храм был перестроен. Строительные работы проводились на средства жившей в Нижнем Новгороде костромской помещицы Д. В. Никоновой, решившей устроить у церкви новый придел во имя св. Николая Чудотворца в память своего мужа — прапорщика Н. П. Никонова, умершего в 1855 году. Сохранились чертежи, выполненные городовым архитектором Н. И. Ужумедским-Грицевичем. Строительство новых приколоколенных палаток и придела завершились к концу 1858 года. 28 декабря состоялось освещение последнего. В 1895 году был утверждён проект строительства каменного крыльца. На колокольне в это время находилось девять разновеликих колоколов. Самый большой (весом 297 пудов 29 фунтов) был пожертвован фирмой Кудряшева — Чеснокова, в память по А. Г. Кудряшеве. Главный пятиярусный иконостас был устроен на средства старосты А. А. Красильникова в 1894 году.

### В XX веке и в настоящее время

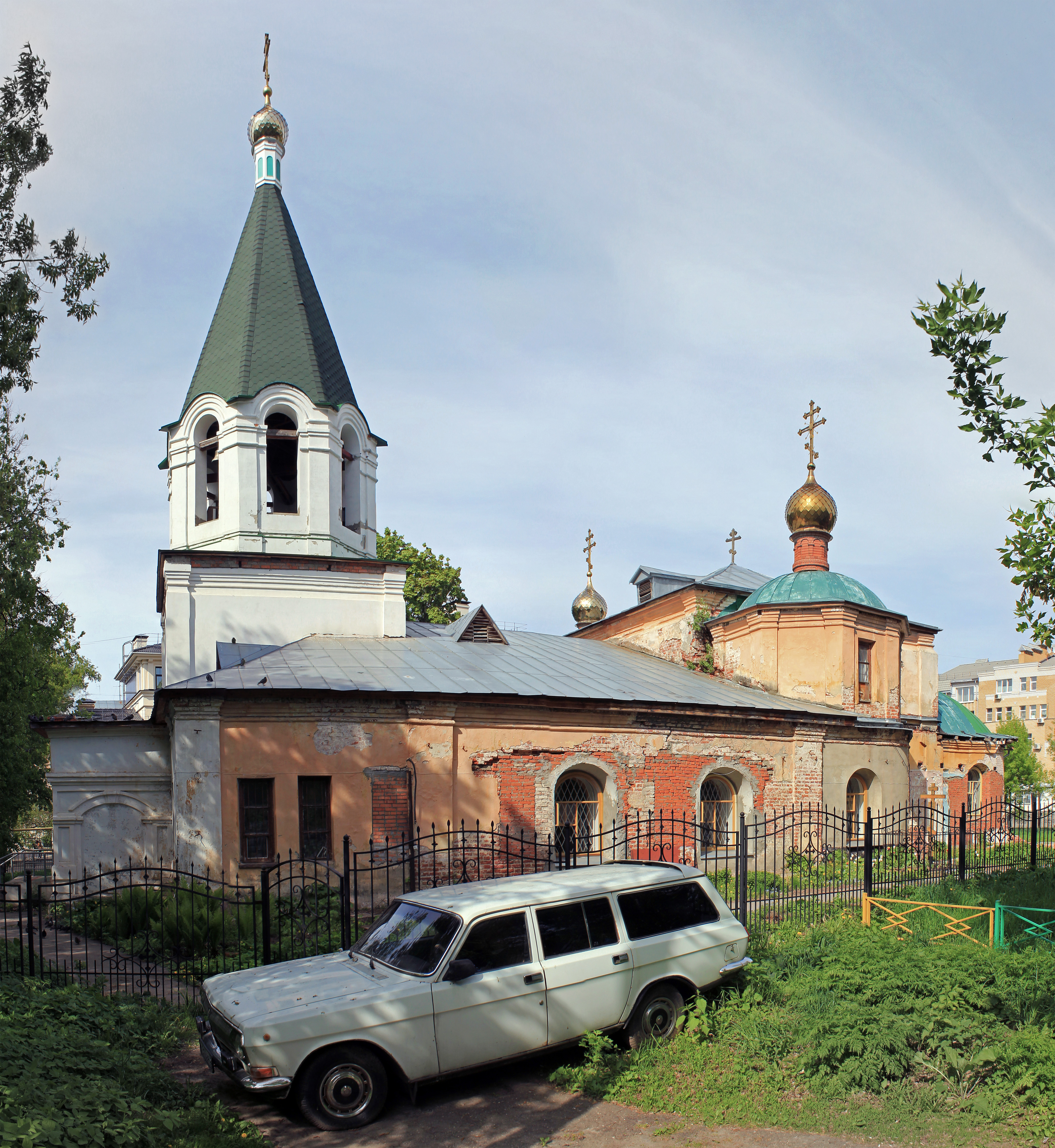
Общий вид церкви до воссоздания основного объёма, 2010-е годы

В начале XX века церковь Похвалы Божией Матери выступала архитектурной доминантой прилегающего района, застроенного каменными, полукаменными и деревянными двухэтажными домами. Играла немаловажную роль в формировании речного фасада Нижнего Новгорода, что отражено на фотопанорамах М. П. Дмитриева.
В советский период здание церкви было полуразрушено. В 1930-е годы прекращено богослужение, здание лишено всех завершений. Судьба внутреннего убранства неизвестна, лишь установлено, что самая чтимая икона Похвалы Пресвятой Богородицы сохранилась и помещена в фонды Нижегородского государственного художественного музея. В послевоенные годы в здании размещалась ведомственная типография. В 1960-е—1970-е годы старая застройка была снесена, на её месте выстроен многоэтажный микрорайон. Церковь оказалась окружена пятиэтажными зданиями и перестала играть роль градостроительной доминанты.
В 1993 году С. М. Дмитриевский составил паспорт памятника архитектуры для Похвалинской церкви. В 1994 году он выступил с докладом на Пятой Всероссийской конференции, посвящённой проблемам исследования памятников истории, культуры и природы Европейской России. Историю церкви осветил в своих работах Н. Ф. Филатов. Здание было поставлено на охрану, как памятник архитектуры и возвращено Нижегородской епархии. Богослужения возобновились с 1994 года.
В 2000-х годах была проведена частичная реставрация церкви (заново отстроены колокольня и боковые купола), а в 2020—2021 годах, к 800-летию города, был полностью восстановлен основной объём (в частности, верхние ярусы-восьмерики и центральная глава с барабаном). 3 июня 2021 года, в день особого почитания Владимирской иконы Божией Матери, митрополит Нижегородский и Арзамасский Георгий (Данилов) совершил чин освящения креста и купола восстанавливаемого храма.